# Hüttlingen (Suíça)
Hüttlingen é uma comuna da Suíça, no Cantão Turgóvia, com cerca de 844 habitantes. Estende-se por uma área de 11,42 km², de densidade populacional de 74 hab/km². Confina com as seguintes comunas: Amlikon-Bissegg, Felben-Wellhausen, Müllheim, Pfyn, Thundorf, Wigoltingen.
A língua oficial nesta comuna é o alemão.